# Scott Rosenberg
Scott Rosenberg (Needham, 24 aprile 1963) è uno sceneggiatore, produttore cinematografico e produttore televisivo statunitense.

## Filmografia

### Sceneggiatore

#### Cinema
- Cosa fare a Denver quando sei morto, regia di Gary Fleder (1995)
- Beautiful Girls, regia di Ted Demme (1996)
- Con Air, regia di Simon West (1997)
- Generazione perfetta, regia di David Nutter (1998)
- Alta fedeltà, regia di Stephen Frears (2000)
- Fuori in 60 secondi, regia di Dominic Sena (2000)
- Impostor, regia di Gary Fleder (2002) - adattamento
- Fuga da Seattle, regia di James Cox (2002)
- Kangaroo Jack - Prendi i soldi e salta, regia di David McNally (2003)
- Jumanji - Benvenuti nella giungla, regia di Jake Kasdan (2017)
- Venom, regia di Ruben Fleischer (2018)
- Jumanji: The Next Level, regia di Jake Kasdan (2019)

##### Revisioni non accreditate
- Armageddon - Giudizio finale, regia di Michael Bay (1998)
- La figlia del generale, regia di Simon West (1999)
- Unico testimone, regia di Harold Becker (2001)
- Spider-Man, regia di Sam Raimi (2002)
- La giuria, regia di Gary Fleder (2003)
- Pain & Gain - Muscoli e denaro, regia di Michael Bay (2013)

#### Televisione
- Air Time – film TV (1992)
- I racconti della cripta (1993)
- Cyclops Baby – film TV (1997)
- October Road – serie TV (2007-2008)
- Life on Mars – serie TV (2008-2009)
- Happy Town – serie TV (2010)
- Salamander – film TV (2017)

### Produttore

#### Cinema
- Firearm (1993) - esecutivo, cortometraggio
- Cosa fare a Denver quando sei morto, regia di Gary Fleder (1995)
- Beautiful Girls, regia di Ted Demme (1996)
- Generazione perfetta, regia di David Nutter (1998) - co-produttore
- February, regia di Yuthlert Sippapak (2003) - co-produttore
- Jumanji: The Next Level, regia di Jake Kasdan (2019) - esecutivo

#### Televisione (esecutivo)
- Ultraforce – serie TV (1995)
- Going to California – serie TV (2001-2002) - anche creatore
- October Road – serie TV (2007-2008) - anche creatore
- Samurai Girl – serie TV (2008)
- Life on Mars – serie TV (2008-2009) - anche creatore
- Happy Town – serie TV (2010) - anche creatore
- Star-Crossed – serie TV (2014)
- Transylvania – film TV (2016)
- Salamander – film TV (2017)
- Knightfall – serie TV (2017-2018)
- Everything Sucks! – serie TV (2018)
- Origin – serie TV (2018)
- Limetown – serie TV (2019)
- High Fidelity – serie TV (2019)
- Citadel – serie TV (2023-in corso)
- Citadel: Diana – serie TV (2024)
- Citadel: Honey Bunny – serie TV (2024)

### Attore
- Bimbo Penitentiary (1992)
- Con Air, regia di Simon West (1997) - non accreditato
- Tutti pazzi per Mary, regia di Peter e Bobby Farrelly (1998)
- La figlia del generale, regia di Simon West (1999)
- Fuori in 60 secondi, regia di Dominic Sena (2000)
- Io, me & Irene, regia di Peter e Bobby Farrelly (2000)
- L'amore in gioco, regia di Peter e Bobby Farrelly (2005)